# Route nationale 526 (Belgique)
Pour les articles homonymes, voir Route nationale 526 (homonymie).
La route nationale 526 relie Leuze-en-Hainaut à Sirault (Saint-Ghislain) dans la Province de Hainaut. Avec une longueur de 19,9 kilomètres, elle traverse les villages de Tourpes, Ellignies-Sainte-Anne, Belœil et Sirault.
Point particulier: la LGV 1 coupe par un viaduc la route nationale 526 à la limite de Tourpes et d'Ellignies-Sainte-Anne.